# John French (maršál)
John Denton Pinkstone French (28. září 1852 – 22. května 1925) byl maršál britské armády. Hrál významnou roli během druhé búrské války a zejména jako vrchní velitel Britského expedičního sboru (BEF) během prvního roku a půl první světové války.

## Život
Narodil se v Kentu v anglo-irské rodině a krátce sloužil jako poddůstojník v královském námořnictvu, než se stal důstojníkem kavalérie. Byl rychle povyšován a vyznamenal se během Nilské expedice. Po celý život měl pověst sukničkáře a jeho kariéra málem skončila, když se kvůli němu v Indii po roce 1890 rozvedl jiný důstojník.
Během druhé búrské války se French stal národním hrdinou. Zvítězil v bitvě u Elndslaagte poblíž Ladysmithu a pod palbou unikl posledním vlakem, než začalo obléhání. Poté velel jízdní divizi a během tažení na pomoc Kimberley vyhrál bitvu u Driftu. Později vedl protipovstalecké operace v Cape Colony. Roku 1901 byl povýšen do šlechtického stavu (titul Sir).
Během edvardovského období velel I. sboru v Aldershotu, poté sloužil jako generální inspektor armády a pak se v roce 1912 stal náčelníkem Imperiálního generálního štábu (CIGS, profesionální hlava britské armády). Během té doby pomáhal připravit britskou armádu na možnou evropskou válku a byl také jedním z těch, kteří v takzvaném „sporu o jezdectvo“ trvali na tom, aby kavalérie byla stále cvičena k útoku šavlemi a kopími, nikoli jen k boji střelnými zbraněmi po sestoupení z koně. Dne 3. června 1913 mu byla udělena nejvyšší britská vojenská hodnost polního maršála (Field Marshal). Během Curraghského incidentu musel rezignovat na funkci náčelníka štábu poté, co písemně slíbil Hubertu Goughovi, že armáda nebude použita k nátlaku na ulsterské protestanty, aby přijali irskou autonomii.
Nejdůležitější Frenchovou rolí byla funkce vrchního velitele Britského expedičního sboru (BEF) během prvního roku a půl první světové války. Okamžitě se dostal do osobního konfliktu s francouzským generálem Charlesem Lanrezacem. Poté, co Britové utrpěli těžké ztráty v bitvách u Mons a Le Cateau (kde britský generál Smith-Dorrien postupoval v rozporu s francouzským přáním), požadovali Francouzi dočasné stažení BEF ze spojenecké fronty a souhlasili s účastí v první bitvě na Marně až po soukromém setkání s britským ministrem války lordem Kitchenerem, na kterého se French poté hněval. V květnu 1915 nechal do tisku uniknout informace o nedostatku munice v naději, že tím donutí Kitchenera k rezignaci. V létě roku 1915 bylo Frenchovo velení v Londýně stále víc kritizováno jak Kitchenerem a dalšími členy vlády, tak i Haigem, Robertsonem a dalšími vysokými generály ve Francii. Po bitvě u Loosu, kdy byl French obviňován, že pozdě uvolnil ze zálohy XI. armádu, a proto během prvního dne bitvy nedosáhl rozhodujícího průlomu, požádal britský předseda vlády H. H. Asquith o jeho rezignaci. Nahradil ho Haig, který byl dříve Frenchovým loajálním podřízeným a který Frenche v roce 1899 zachránil před bankrotem tím, že mu půjčil velkou sumu peněz.
French byla poté jmenován vrchním velitelem domácích sil, a tuto funkci plnil v období 1916–1918. Roku 1916 byl jmenován vikomtem (jeho oficiální označení tak bylo The Viscount French). Armáda tehdy dokázala získávat stále méně rekrutů. Zatímco probíhala třetí bitva u Yper, v rámci snahy Lloyda George zmenšit moc Haiga a Robertsona předložil French dokument, který kritizoval Haigovo velení a doporučil, aby se nekonaly žádné další velké útoky. dokud frontu neposílí americké expediční síly. V roce 1918 se French stal irským místokrálem, a tuto funkci zastával po většinu irské války za nezávislost (1919–1922), do níž byla na republikánské straně zapojena jeho vlastní sestra. Během této doby vydal knihu 1914, své nepřesné a hodně kritizované memoáry. Roku 1922 byl povýšen na hraběte z Yper (od té doby byl John French, 1st Earl of Ypres). Zemřel na rakovinu roku 1925 na hradě Deal Castle a je pohřben u kostela Panny Marie v obci Ripple v hrabství Kent.